# Cachoeira Véu da Noiva (Santana do Riacho)
A Cachoeira Véu de Noiva é uma queda-dágua com 70 metros localizada na Serra do Cipó, próximo ao município de Santana do Riacho no estado brasileiro de Minas Gerais (no KM 100 da rodovia estadual MG-010).
No percurso da Véu da Noiva são formadas mais três piscinas naturais, sendo apenas a última liberada para banhistas em grande quantidade. Na parte superior da cachoeira observa-se o distrito Serra do Cipó.